# Parathiodina
Parathiodina is een geslacht van spinnen uit de familie springspinnen (Salticidae).

## Soorten
De volgende soorten zijn bij het geslacht ingedeeld:
- Parathiodina compta Bryant, 1943